# 북부군 (일본군)
북부군(北部軍 호쿠부군[*])은 일본 제국 육군의 내지 군이었다.

## 역사
1940년 12월 2일, 북일본의 홋카이도와 도호쿠 지방에 해당하는 아오모리현, 아키타현, 야마가타현, 이와테현, 러일 전쟁에서 얻어낸 북쪽의 가라후토와 쿠릴 열도에 대한 군사행정과 주둔부대에 대한 지휘통제를 위해 창설되었다.
1943년 2월, 북방군으로 개명되고, 대본영 직속 홋카이도 수비대를 전속받았다.
1944년 3월 16일에 창설된 제5방면군으로 작전권과 부대의 지휘통제권한이 넘어갔다. 그에 따라 북방군은 북부군관구으로 완전한 군사행정관구로 재편성되었다. 3월 25일, 쇼와19년 군령육 제3호에 따라 히로사키 사관이 동부군관구로 전속하였다.
1945년 2월 1일부터 본토결전에 대비하여 내지의 군 편제가 개정되어, 각종 작전부대와 관구부대가 방면군과 군관구로 분리되었다. 제5방면군과 북부군관구는 서로 사령관이 겸임하였다.
일왕의 항복선언으로 종전을 맞이한 후에는, 복원업무를 위해 11월까지 군관구 사령부가 있었고, 제1복원성의 1946년 3월 30일자 1복달 제4호 명령에 따라 다음날 31일에 폐지되었다.

## 지휘부

### 사령관
- 북부군 사령관 / 북부군관구 사령관
  1. 중장 하마모토 기사부로; 1940년 12월 2일
  2. 중장 히구치 기이치로; 1942년 8월 1일 ~ 1943년 2월 11일
- 북방군 사령관 / 북부군관구 사령관
  1. 중장 히구치 기이치로; 1943년 2월 11일 ~ 1944년 3월 10일

### 참모장
- 북북군 참모장 / 북부군관구 참모장
  1. 소장 기무라 마쓰지로; 1940년 12월 2일 ~ 1943년 2월 11일
- 북방군  참모장 / 북부군관구 참모장
  1. 소장 기무라 마쓰지로; 1943년 2월 11일 ~ 1944년 3월 10일

## 부대

### 마지막
- 제5철도수송사령부
- 소야 요새 사령부
- 쓰가루 요새 사령부
- 제7사단
- 제47사단
- 가라후토 혼성여단
- 무로란 방위사령부
- 제30경비사령부
- 제31경비사령부
- 제32경비사령부
- 쿠릴 열도
  - 기타치시마 수비대사령부
  - 치시마 제1수비대
  - 치시마 제2수비대

## 책임지역
- 관구
  - 아사히카와 사관
  - 히로사키 사관
- 지역
  - 가라후토
  - 아오모리현
  - 아키타현
  - 야마가타현
  - 이와테현
  - 홋카이도

## 기록

### 소속
1. 방위총사령부, 1940년 12월 2일
2. 제1총군, 1945년 4월 8일

### 계보
- 1940년 12월 2일, 北部軍 호쿠부군[*]→북부군
- 1943년 2월, 北方軍 호쿠호군[*]→북방군

## 같이 보기
- 중부군 (일본군)
- 동부군 (일본군)
- 서부군 (일본군)

## 참고

### 인용
1. ↑  “官報” (일본어) (4066). 1940년 7월 26일. 2020년 7월 10일에 확인함.
2. ↑  “北部軍司令部司令官官邸(つきさっぷ郷土資料館）”. 《札幌市平和バーチャル資料館》 (일본어). 札幌市市民文化局地域振興部. 2019년 8월 15일에 확인함.
3. ↑  防衛庁防衛研修所戦史室 1979, 468쪽.
4. ↑  “官報” (일본어) (5761). 1946년 3월 30일: 7. 2020년 7월 11일에 확인함.

### 자료
- 秦郁彦 (2005). 《日本陸海軍総合事典》 (일본어) 2판. 東京大学出版会.
- 外山操 (1987).  森松俊夫, 편집. 《帝国陸軍編制総覧》 (일본어). 芙蓉書房.
- 防衛庁 防衛研修所 戦史室 (1979). 《陸軍軍戦備》. 戦史叢書 (일본어). 朝雲新聞社.